# Општина Турија (Ковасна)
Турија (рум. Turia) општина је у Румунији у округу Ковасна.
Oпштина се налази на надморској висини од 692 m.